# Osorkon II
Osorkon II was een farao van de 22e dynastie. Zijn tweede naam Oesermaatra-Setepenamen betekent: "Machtig is de rechtvaardigheid van Re."

## Biografie
In de tempel van de godin Bastet in Bubastis bouwde hij een zaal waar hij zijn eerste Sed-festival vierde. Het jaar wordt meestal aangegeven als Jaar 22, maar dit zou ook Jaar 30 kunnen zijn. Hij werd begraven in graf NRT-I in Tanis.
Bij opgravingen in het paleis van Samaria, de hoofdstad van het koninkrijk Israël is een albasten vaas gevonden met daarop de naam van Osorkon II. Vermoedelijk gaat het om een geschenk aan de toenmalige koning Achab en kan eruit opgemaakt worden dat Osorkon vriendschappelijke contacten met het koninkrijk Israël onderhield.

## Galerij

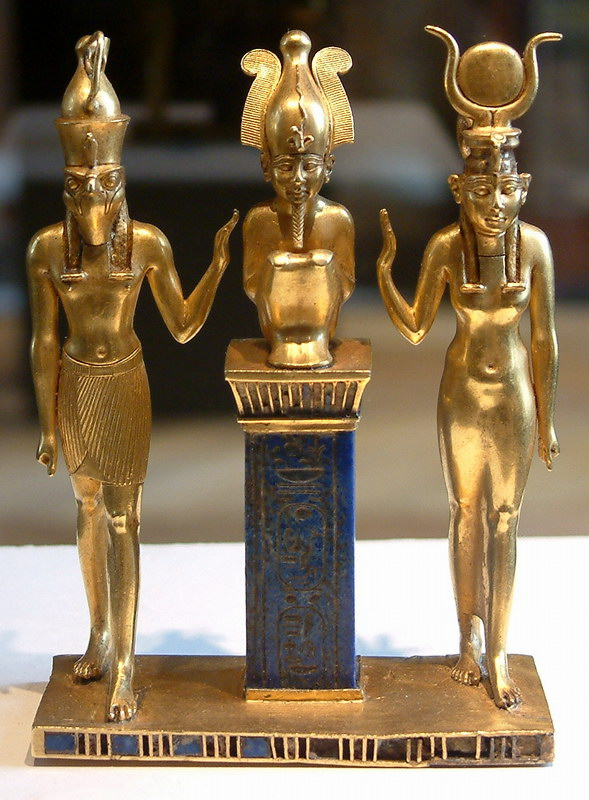
Gouden beeld van de goden Osiris (midden), Horus (l.) en Isis (r.) met cartouche van farao Osorkon II (874-850 v. Chr.), Louvre